# شبكة تقنية المعلومات والاتصالات بالحكومة المحلية
شبكة تقنية المعلومات والاتصالات بالحكومة المحلية، تعرف كذلك باسم شبكة LG ICT، عبارة عن بوابة مشاركة المعرفة في مجال تكنولوجيا المعلومات والاتصالات (ICT) في الحكومة المحلية بـ جنوب أفريقيا. وقامت باستضافة الشبكة رابطة الحكومة المحلية بجنوب إفريقيا (SALGA) وبدعم من Deutsche Gesellschaft für Internationale Zusammenarbeit (الوكالة الدولية للتعاون الدولي). ولقد كانت هذه الشبكة متوفرة للجمهور منذ مايو 2011 حيث كانت تعد مجتمع إنترنت مخصصًا لممارسي تكنولوجيا المعلومات والاتصالات في مجال توصيل الخدمة العامة وتضم هذه الشبكة أعضاء من كافة بلديات جنوب إفريقيا التي تبلغ 278 تقريبًا.
من أهداف الشبكة تبادل الوثائق المثيرة للاهتمام، وتحديد وتعزيز أفضل الممارسات، وتوفير التحديثات المنتظمة الخاصة بالأحداث والوظائف والأخبار الهامة. وتهدف شبكة تكنولوجيا المعلومات والاتصالات بالحكومة المحلية إلى العمل بمثابة منصة يمكن من خلالها عقد النقاشات والتبادلات الحرة.
وفي أغسطس 2011، انعقدت الفعالية المباشرة كونيكت آي تي التي استمرت ليومين بمركز اتفاقيات بيرشوود، ومن الجهات المشاركة جوهانسبيرغ وما يزيد عن 400 مشارك فضلًا عن المشاركة من القطاع الخاص والعام.
ثم في عام 2012، قدمت الشبكة أعمالها في إطار مناسبة أخرى بمؤتمر المشاركة العامة بـ السلطة التشريعية غاوتينج وفي إطار برنامج تك ديمو إفريقيا 2012.

## وصلات خارجية
- Official website
- Article about the start of the LG ICT Network on itweb.co.za
- Article about the start of the LG ICT Network on SA IT News
- Article about the ConnectIT Event 2011 with all presentations نسخة محفوظة 16 أغسطس 2016 على موقع واي باك مشين.